# Congonhas do Norte
Congonhas do Norte é um município brasileiro do estado de Minas Gerais. Sua população recenseada em 2022 era de 4 831 habitantes.

## História
A região passou a ser ocupada entre 1711 e 1715, por um grupo formado por bandeirantes liderado por Fernão Dias Paes Leme, que tinha a finalidade de auxiliar Borba Gato.
Em uma serra com abundância do arbusto medicinal congonhas, próxima de um local conhecido como Serra da Lapa, foi encontrado ouro. Por isso, o primeiro topônimo foi chamado de Congonhas de Cima da Serra da Lapa.
Até 1962, o local esteve ligado a Conceição do Mato Dentro.

## Turismo
Localizado nos entornos da Serra do Espinhaço e Estrada Real, possui um complexo de águas cristalinas e cavernas rupestres.
Pontos turísticos mais importantes: Cachoeira Barragem, Cachoeira da Fumaça, Rio de Pedras, grutas com pinturas rupestres
Festas tradicionais: Festa de Sant'Ana em Julho, Festa de Nossa Senhora do Rosário em Setembro, Festa do Divino Espírito Santo e Aniversário da Cidade em Março
No turismo histórico, tem destaque a Igreja Matriz de Santana, erguida em início do século XVIII e que em 2010 foi tombada pelo IEPHAMG..